# Ридли, Ивонн
Ивонн Ридли (англ. Yvonne Ridley; р. 23.04.1959, Стэнли, графство Дарем, Англия, Великобритания) — британская журналистка, военный корреспондент, член британской партии Respect, известная тем, что была захвачена в плен движением «Талибан» и через некоторое время после освобождения приняла ислам, а также своей оппозицией сионизму и, по её словам, антиисламской пропаганде западных СМИ. В настоящее время работает на Press TV, иранском англоязычном канале новостей.

## Биография
Уже в 14 лет она послала письмо в газету Evening Chronicle в родном Ньюкасле, которое опубликовали, и уже тогда она была настроена стать журналистом. В 16 лет она посещала курс журналистики в Лондонском колледже печати. С тех пор она писала для Sunday Times, Independent on Sunday, The Observer, Daily Mirror и News Of The World и была замредактора Wales on Sunday. Затем она устроилась на работу в таблоид Sunday Express, который послал её в Афганистан после терактов 11 сентября 2001 в США.
На момент афганской командировки она была главным репортером Sunday Express, проведя почти 10 лет на Флит-стрит, работая для многих газет включая Sunday Times, The Observer, Daily Mirror и Independent on Sunday. Она также работала как диктор, продюсер и ведущая теле- и радиопередач Би-би-си, CNN, ITN и Carlton TV, ездила в Афганистан, Ирак, сектор Газа и на западный берег реки Иордан. Как член-основатель организации «Женщины в журналистике» (Women in Journalism), она была также борцом за права женщин, хотя после перехода в ислам она публично раскритиковала некоторые аспекты западного феминизма. Она — также член-основатель антивоенной коалиции Stop the War и политической партии Respect.
В свободное время Ридли путешествует по Великобритании и по миру с антивоенными кампаниями. Она также читала лекции по проблемам, касающимся Ирака, Израиля, Афганистана, Чечни, Кашмира и Узбекистана, по проблемам женщин в исламе, войны с террором и журналистики в университетах США, Австралии, Южной Африки и Ближнего Востока. Ридли — член-основатель трех неправительственных организаций «Друзья ислама» (Friends of Islam), «Всепартийная парламентская группа» и «Женщины в журналистике». Она написала две книги под названиями «В руках Талибана» («In The Hands of the Taliban») и «Билет в рай» («Ticket to Paradise») и в настоящее время пишет биографию Осамы бин Ладена.

### Личная жизнь
Ридли состояла в браке дважды. Её первый муж, Дауд Заарура (Daoud Zaaroura) — бывший офицер Организации освобождения Палестины. Заарура был полковником Организации освобождения Палестины, когда они встретились на Кипре, где она находилась в командировке от Sunday Sun. Их дочь Маргарита родилась в 1992 г.

### Захват «Талибаном»
Ридли стала знаменитой 28 сентября 2001 года, когда она была захвачена «Талибаном» в Афганистане, работая там на «Sunday Express». После неоднократных отказов в визе она решила последовать примеру репортёра Би-би-си Джона Симпсона, который пересек границу нелегально, переодевшись в исламскую женщину, полностью закрыв лицо.
Коллеги сказали, что Ридли перестала отвечать на текстовые сообщения от друзей 26 сентября 2001 года, сказав им в тот день, что она попытается пересечь границу из Пакистана в Афганистан. Стало ясно, что она была обнаружена без паспорта или визы и удерживалась властями, будучи арестованной вместе с её нелегальными гидами, афганским беженцем Наджибуллой Мухмандом и пакистанским гражданином Яном Али, в деревне, в районе Доур Даба, около восточного города Джелалабада, в Нангархаре, недалеко от границы с Пакистаном. Она была одета как афганка, но считается, что она была поймана после попытки снять фотографии, что в то время было незаконно. Она была поймана через два дня после перехода госграницы, 28 сентября, после того как местные жители указали на неё силам безопасности, которые отправили её в Джелалабад для дальнейшего расследования на предмет возможного шпионажа, за который судьи выносили смертную казнь. Незадолго до этого «Талибан» потребовал, чтобы все иностранцы уехали из страны, и сказал, что не будет выдавать визы журналистам. Талибы также угрожали смертью любому, у кого окажется спутниковый телефон
«Она будет предана суду по крайней мере за то, что она вошла в страну незаконно»,- сообщило афганское Исламское агентство печати, цитируя заместителя министра иностранных дел Талибана, Муллу Абдер Рахман Захида.
Британский верховный комиссар в Пакистане, Хилари Синнотт, встретилась с послом Талибана в Исламабаде Абдулом Саламом Заифом и открыла переговоры по делу Ридли. В то время как пресса в Великобритании размышляла о причине её ареста и серьёзности подозрений, она пробыла в одиночном заключении в течение семи дней и затем была отправлена в тюрьму в Кабул. В тюрьме в Кабуле она встретила христианскую миссионерку Хизер Мерсер, также пленницу „Талибана“.
Но вскоре Ридли отпустили на гуманитарных основаниях приказом лидера „Талибана“ Мухаммеда Омара, как сообщил Абдул Салам Заиф. После освобождения 9 октября 2001 года бойцы „Талибана“ сопроводили её из кабульской тюрьмы до пакистанской границы около Пешавара, где она рассказала, что она держала дневник в тюбике зубной пасты и внутри коробки для мыла и участвовала в голодовке во время своего плена, но сказала, что никак физически не пострадала.
Её гиды Ян Али и Наджибулла Мухманд, так же как и Басмена, пятилетняя дочь последнего, были оставлены «Талибаном» в тюрьме в Кабуле, согласно группе «Репортёры без границ».

### Переход в ислам
Согласно словам Ридли, во время её плена охранявшая её женщина из «Талибана» просила её принять ислам; Ридли отказалась, но пообещала той, что прочитает Коран после освобождения. Оказавшись на свободе, она сдержала обещание и прочитала Коран, как она сказала, «частично», «чтобы узнать, как ислам относится к женщинам». Она сказала, что это изменило её жизнь. Она сказала: «Коран — это Magna Carta, Великая хартия вольностей для женщин».. Сравнивая себя с женщинами-заключенными в американских тюрьмах, такими как Аафия Сиддики, она сказала, что в тюрьме «Талибана» ей дали полную частную жизнь как женщине, и ей был вручён ключ от двери её камеры, чтобы закрываться изнутри. В 2004 году она описала свой путь к вере в передаче Би-би-си (см. англ. A Muslim in the Family), так же как в других публикациях и телепрограммах, в которых она появлялась как «жёсткий критик Запада».

### Последующая карьера
В декабре 2001 года она сказала, что, возможно, израильская спецслужба Моссад или другие спецслужбы Запада готовили её убийство в плену, чтобы повысить общественную поддержку войны в Афганистане.
Она объявила о возвращении в Афганистан со своей дочерью Дейзи, к которой также было приковано внимание СМИ после ареста её матери.
В 2003 году она стала работать на катарский канал «Аль-Джазира», в частности, как старший редактор, она помогла им создать версию веб-сайта на английском языке. Однако уже 12 ноября того же года она была уволена, потому что «Аль-Джазира» нашла, что «чрезмерно спорный стиль» Ридли был несовместим с их политикой. Суд, куда она обратилась, постановил, что это было несправедливое увольнение, канал подал апелляцию, но Ридли снова выиграла дело, и судья постановил, чтобы её начальное жалование было удвоено. Однако «Аль-Джазира» ещё раз подала апелляцию, уже в Верховный суд для заключительного слушания. Она выиграла и это дело через адвоката Джебрана Мадждалани в декабре 2007 года, и ей присудили в качестве убытков 100 000 риалов.
Ридли шла первым номером в партийном списке партии Respect на выборах в Европейский парламент в 2004 году, но не была избрана. Она заняла четвёртое место в своём округе с 12,7 % голосов.
Она вела The Agenda With Yvonne Ridley на телеканале Islam Channel с октября 2005 года. Её уволили с канала после того, как она отказалась пожать руку саудовскому принцу. Однако в апреле 2008 года Ридли выиграла дело по иску о несправедливом увольнении и дискриминации по половому признаку против Мохамеда Али Харрэта, президента Islam Channel, и против всего канала. Полный отчёт дела на 30 страницах был опубликован на веб-сайте Harrys Place.
Сейчас она ведёт передачи на иранском спутниковом канале Press TV. Она также ведёт колонку для американского издания Daily Muslims . В мае 2008 года она и кинорежиссёр Дэвид Миллер сняли документальный фильм о тюрьме Гуантанамо. Их фильм номинировался на римском кинофестивале Roma Fiction Fest в Италии в 2009 году и на катарском фестивале Aljazeera International Documentary Film в 2010 году.